# (3539) Weimar
(3539) Weimar (1967 GF1) – planetoida z grupy pasa głównego asteroid okrążająca Słońce w ciągu 4,34 lat w średniej odległości 2,66 j.a. Odkrył ją Freimut Börngen 11 kwietnia 1967 roku.